# Orcutt, Kalifornien
Orcutt är en ort (CDP) i Santa Barbara County, i delstaten Kalifornien, USA. Enligt United States Census Bureau har orten en folkmängd på 28 905 invånare (2010) och en landarea på 28,8 km².